# Bernardo Sepúlveda Amor
Bernardo Sepúlveda Amor (Ciudad de México, 14 de diciembre de 1941) es un abogado, político y diplomático mexicano, miembro del Partido Revolucionario Institucional. Fue secretario de Relaciones Exteriores entre 1982 y 1988. Asimismo, fue juez de la Corte Internacional de Justicia en La Haya, Países Bajos entre 2005 y 2015, llegando a ser su vicepresidente entre 2012 y 2015. Embajador emérito de México, ha representado a su país en Washington D.C. y Londres.
Es hijo de Bernardo Sepúlveda Gutiérrez, connotado médico y académico mexicano.

## Estudios
Bernardo Sepúlveda es egresado de la Facultad de Derecho en la Universidad Nacional Autónoma de México y tiene estudios de postgrado en derecho internacional en la Universidad de Cambridge, fue catedrático de El Colegio de México, el Centro de Investigación y Docencia Económicas y en la UNAM.

## Cargos
Se desempeñó como Embajador de México en Estados Unidos en 1982 y a partir de diciembre de ese año fue Secretario de Relaciones Exteriores durante el gobierno de Miguel de la Madrid, periodo durante el cual fue uno de los principales impulsores del Grupo Contadora que buscaba la paz en los países centroamericanos. Entre 1989 y 1993 fue embajador de México en Reino Unido.
En 1985 le fue otorgado el Premio Simón Bolívar de la Unesco. Desde 2006 es Miembro de la Corte Internacional de Justicia y vicepresidente desde 2012.

## Currículum Vitae
Juez de la Corte Internacional de Justicia (febrero 2006-febrero 2015). Durante el período 2012–2015 fue el Vice-Presidente de esa institución, el principal órgano judicial de las Naciones Unidas.
Juez ad hoc de la Corte Internacional de Justicia en el Case concerning Avena and other Mexican Nationals (Mexico v. the United States).
Juez ad hoc de la Corte Internacional de Justicia en el Case concerning Avena and other Mexican Nationals (Mexico v. the United States).
Es Presidente de un tribunal de arbitraje en un caso bajo las reglas de UNCITRAL administrado por la Corte Permanente de Arbitraje (CPA).
Es Presidente de un tribunal arbitral en un caso CIADI.
Es co-árbitro en un caso administrado por la CPA bajo las reglas de UNCITRAL.
Ha actuado como Presidente del tribunal de arbitraje en el Caso Empresa Eléctrica del Ecuador (EMELEC) c. Ecuador (Caso No. ARB/05/9) y fue Presidente de un tribunal arbitral en un caso sometido a la Corte de Comercio Internacional de París.
Miembro de la Comisión de Derecho Internacional de las Naciones Unidas (1997–2005).
Presidente de la Comisión de Empresa Transnacionales de las Naciones Unidas (1980).
Secretario de Relaciones Exteriores de México (1982–1988).
Embajador de México en los Estados Unidos de América (1982).
Embajador de México en el Reino Unido de la Gran Bretaña (1989–1993).
Director General de Asuntos Hacendarios Internacionales en la Secretaría de Hacienda de México (1976–1980).
Director del Programa de Inversiones Extranjeras en la Secretaría de Hacienda de México (1971–1975).
Sub-Director Jurídico en la Secretaría de la Presidencia de México (1968–1970).
Abogado General del Grupo ICA, la mayor empresa de la construcción e infraestructura de México.
Miembro asociado del Institut de Droit International, elegido en 2011.
Presidente de la Sociedad Latinoamericana de Derecho Internacional (2010–2012)
Presidente de la Rama Mexicana de la International Law Association (2000–2005).
Miembro del Consejo Ejecutivo de la American Society of International Law (1974–1975).
Profesor de Derecho Internacional y de Organismos Internacionales en El Colegio de México (1967–2005). Ha impartido cursos y conferencias en instituciones académicas de México y el extranjero. Ha publicado libros y artículos sobre derecho internacional, las Naciones Unidas, la Corte Internacional de Justicia, política exterior y asuntos económicos relacionados con inversión, comercio y finanzas internacionales (ver anexo).
Premio Nacional de Jurisprudencia (México, 2014).
Premio Nacional de Administración Pública (México, 2013).
El Instituto Nacional de Administración Pública de México le otorgó la Medalla al Mérito Administrativo Internacional 2014.
En 1984, el Rey Juan Carlos I le entregó el Premio Príncipe de Asturias, en reconocimiento por su contribución a la paz en Centroamérica.
La UNESCO le otorgó el Premio Simón Bolívar en 1985.
Una serie de gobiernos le han concedido condecoraciones, entre ellas la de Gran Oficial de la Legión de Honor (Francia), Gran Cruz de la Orden de Isabel la Católica (España), Gran Cruz de la Orden del General San Martín (Argentina), Gran Cruz de la Orden de Cristo (Portugal), Gran Cordón de la Orden del Sol Naciente (Japón), Gran Cruz de la Orden del Cruzeiro do Sul (Brasil), Knight Grand Cross of the Order of Saint Michael and Saint George (Reino Unido).

## Publicaciones
- Las Naciones Unidas, el Tratado de Río y la OEA (The United Nations, the Rio Treaty and the Organization of American States (OAS)), Foro Internacional, Vol. VII, Nos. 1-2, 1967.
- Las Naciones Unidas: dilema a los 25 años (The United Nations: Dilemma at 25 years) (coeditor), México, El Colegio de México, 1970.
- Derecho del Mar: apuntes sobre el sistema legal mexicano (Law of the sea: Notes on the Mexican legal system). La política exterior de México: realidad y perspectivas. México, El Colegio de México, 1972.
- Los orígenes políticos del Porfiriato (Political origins of the Porfiriato). Foro Internacional, Vol. XII, No. 3, 1972.
- La inversión extranjera en México (Foreign investment in Mexico). México, Fondo de Cultura Económica, 1973.
- Las empresas transnacionales en México (Transnational corporations in Mexico). México, El Colegio de México, 1974.
- A Mexican view of foreign investment. Proceedings of the 68th annual meeting of the American Society of International Law, Washington D.C., April 1974.
- Mexico and the Law of the Sea, in The Changing Law of the Sea: Western Hemisphere Perspectives. Ralph Zacklin (ed.), Leiden, Sijthoff, 1974.
- La estrategia de las corporaciones transnacionales y el sistema jurídico de los Estados: la experiencia latinoamericana (Strategies of transnational corporations and legal systems of States: the Latin American experience). OAS, Series K/XXI.I; Inter-American Convention on General Rules of Private International Law (CIDIP)- IV (mimeograph), 25 February 1974.
- GATT, ALALC y el trato de más favor (General Agreement on Tariffs and Trade (GATT), Latin American Free Trade Association (LAFTA) and Most Favoured Nation Treatment). In Lecturas: Derecho Económico Internacional. México, Fondo de Cultura Económica, 1974.
- Las empresas transnacionales y la transferencia de tecnología: perspectivas para su regulación internacional (Transnational corporations and the transfer of technology: views on international controls). Los problemas de un mundo en proceso de cambio. Luis González Souza and Ricardo Méndez Silva (eds.), México, Universidad Autónoma de México (UNAM), 1978.
- Perspectivas de un país de desarrollo intermedio sobre la economía internacional (Views of a developing country on the international economy). Visión del México contemporáneo. México, El Colegio de México, 1979.
- Las nuevas reglas del GATT y el sistema legal mexicano (The new GATT rules and the Mexican legal system). Comercio Exterior. México, 1980.
- Inversión extranjera, deuda externa y comercio exterior: notas sobre el orden jurídico mexicano (Foreign investment, external debt and foreign trade: notes on the Mexican legal order). Anuario Jurídico. México, Instituto de Investigaciones Jurídicas de la UNAM, 1980.
- La crisis económica mundial: el nuevo orden internacional y la planeación: comentarios. (The world economic crisis: the new international order and planning: commentaries). In Planeación para el desarrollo. México, SPP/Fondo de Cultura Económica, 1981.
- La regulación internacional de las empresas transnacionales (International regulation of transnational corporations). Foro Internacional, No. 84, 1981.
- La regulación jurídica de las inversiones extranjeras en México (Legal regulation of foreign investments in Mexico). Aspectos jurídicos de la planeación en México. México, SPP/Editorial Porrúa, 1981.
- Perspectivas de la relación entre México y Estados Unidos (A view on the relationship between Mexico and the United States). In Grandes temas de política exterior, México, Fondo de Cultura Económica, 1983, pp. 308-310.
- Reflexiones sobre la política exterior de México (Reflections on Mexican foreign policy). Foro Internacional, Vol. XXIV, No. 4, April-June 1984.
- México en las Naciones Unidas: un balance de cuatro décadas (Mexico in the United Nations: taking stock after four decades). In México en las Naciones Unidas. México, Secretariat of Foreign Affairs, 1986, pp. 7-13.
- Política exterior de México ⎯ Discursos y documentos (Mexican foreign policy ⎯ statements and documents), six volumes covering the period from 1983 to 1988. México, Secretariat of Foreign Affairs, 1983–1988.
- México en la concertación política internacional (Mexico in the international political sphere). In Rosario Green (ed.), México y sus estrategias internacionales. México, Diana, 1989, pp. 119-133.
- Latin American-European Relations in the 1990s. In Dermot Keogh (ed.), Beyond the Cold War: Europe and the Superpowers in the 1990s. Dublin, Hibernian University Press, 1990, pp. 94-106.
- La política exterior de México en la coyuntura internacional (Mexican foreign policy at the current international juncture). In Coloquio de Invierno. Los grandes cambios de nuestro tiempo: la situación internacional, América Latina y México. Vol. III: México y los cambios de nuestro tiempo. México, UNAM/Consejo Nacional para la Cultura y las Artes (CONACULTA)/Fondo de Cultura Económica, 1992, pp. 290-300.
- Política exterior y estrategias de seguridad y defensa: los trabajos de la Comunidad Europea (Foreign policy and security and defence strategies: the work of the European Community). México y Europa. México, Secretariat of Foreign Affairs, 1992.
- Seguridad y defensa: después de Maastricht (Security and defence: after Maastricht). Nexos, No. 172, April 1992.
- Doctrina y práctica de la política exterior de México (1982–1988) (Doctrine and practice in Mexican foreign policy (1982–1988)). Ensayos Jalincienses. Guadalajara, El Colegio de Jalisco, 1993.
- Régimen de partidos y renovación continua (The party system and continuing renewal). Examen, No. 67, December 1994.
- Política exterior para el desarrollo nacional (Foreign policy for national development). Examen, No. 54, November 1993.
- Política exterior y tratado de libre comercio (Foreign policy and the free trade agreement). Comercio Exterior, June 1994.
- Los intereses de la política exterior (Foreign policy interests). In César Sepúlveda (ed.), La política internacional de México en el decenio de los ochenta. México, Fondo de Cultura Económica, 1994.
- Asuntos internacionales de México: una bibliografía (1980–1993) (Mexican international affairs: a bibliography (1980–1993)). In César Sepúlveda (ed.), La política internacional de México en el decenio de los ochenta. México, Fondo de Cultura Económica, 1994.
- Los intereses de la política exterior (Foreign policy interests). Nexos, No. 203, November 1994.
- No intervención y derecho de injerencia: el imperio o la decadencia de la soberanía (Non-intervention and the right to intervene: the preponderance or erosion of sovereignty). Modesto Seara Vázquez (ed.), Las Naciones Unidas a los 50 años. México, Fondo de Cultura Económica, 1995.
- El oficio internacional (International vocation). Introduction to the Obras Completas de Jorge Castañeda. Three volumes, co-published by El Colegio de México and the Secretariat of Foreign Affairs, México, 1995.
- México, el Consejo de Seguridad y el futuro de las Naciones Unidas (Mexico, the Security Council and the future of the United Nations). Foro Internacional, No. 142, October-December 1995, El Colegio de México.
- Un galope en la obscuridad: México, el Consejo de Seguridad y el futuro de la ONU (Galloping into the darkness: Mexico, the Security Council and the future of the United Nations). Enfoque, Sunday supplement to the newspaper Reforma, October 1995.
- El Senado y la política exterior (The Senate and foreign policy). In Libro homenaje a Rafael Segovia, con motivo de su designación como profesor emérito del Colegio de México. México, El Colegio de México, Fondo de Cultura Económica, Consejo Nacional de Ciencia y Tecnología (CONACYT), 1998.
- El equilibrio del poder en perspectiva (The balance of power in perspective). Review of the book Diplomacy by Henry Kissinger. Este País, April 1996.
- México y Europa (Mexico and Europe). Este País, October 1996.
- Hacia un nuevo concierto europeo (Towards a new Concert of Europe). Commentaries on the special issue of Revista Mexicana de Política Exterior (49) devoted to Mexico and the European Union. Este País, October 1996.
- México y su compromiso con la protección de los derechos humanos (Mexico and its commitment to protecting human rights). Revista de la Facultad de Derecho de México, Nos. 205-206. México, UNAM, January-April 1996.
- México y la Unión Europea: hacia un nuevo entendimiento (Mexico and the European Union: towards a new understanding). Todo México 1997. Enciclopedia de México, México, 1997.
- Los valores éticos y el orden jurídico mexicano: la perspectiva del derecho internacional (Ethical values and the Mexican legal order from the viewpoint of international law). Sergio García Ramírez (ed.), Los valores en el derecho mexicano. México, Instituto de Investigaciones Jurídicas de la UNAM/Fondo de Cultura Económica, 1997.
- Objetivos e intereses de la política exterior (Foreign policy goals and interests). Ilan Bizberg (ed.), México ante el fin de la guerra fría. México, Centro de Estudios Internacionales, El Colegio de México, 1998.
- Las relaciones interamericanas: cuestiones de política, derecho y diplomacia (Inter-American relations: matters of policy, law and diplomacy). Revista Mexicana de Política Exterior, No. 59, February 2000. México, Secretariat of Foreign Affairs, Instituto Matías Romero, 2000.
- Memorias de la diplomacia mexicana (Recollections of Mexican diplomacy). Revista Mexicana de Política Exterior, No. 60, June 2000. México, Secretariat of Foreign Affairs, Instituto Matías Romero, 2000.
- La globalización y las opciones nacionales: memoria. La globalización y las soberanías nacionales (Globalization and national options: report. Globalization and national sovereignty). México, Fondo de Cultura Económica, 2000.
- Orden y desorden internacional: La función del Estado (International order and disorder: the role of the State). Este País, No. 119, February 2001.
- Las definiciones de la política exterior (Defining foreign policy). In Rafael Fernández de Castro (coord.), México en el mundo: los desafíos para México en 2001. México, Instituto Tecnológico Autónomo de México (ITAM), 2001.
- Una asignatura pendiente: la participación de México en las operaciones de paz de la ONU (Unfinished business: Mexico’s participation in United Nations peace keeping operations). In Miguel Covian (ed.), Cumbre del Milenio: Hacia dónde van las Naciones Unidas? México, Instituto Matías Romero, Secretariat of Foreign Affairs, 2001.
- Terrorismo, seguridad nacional y seguridad colectiva (Terrorism, national security and collective security). Este País, February 2002.
- Terrorismo transnacional y seguridad colectiva (Transnational terrorism and collective security). In Rafael Fernández de Castro (coord.), Cambio y continuidad en la política exterior de México: México en el mundo 2002. México, Editorial Planeta/Ariel, 2002.
- Política exterior: terrorismo, seguridad nacional y seguridad colectiva (Foreign policy: terrorism, national security and collective security). In Enrique González Pedrero (coord.), México: Transiciones múltiples, gobernabilidad y Estado nacional. México, Instituto Nacional de Administración Pública/Fondo de Cultura Económica, 2003.
- El eje del mal y su destino manifiesto (The axis of evil and its manifest destiny). In José Juan de Olloqui (coord.), Problemas jurídicos y políticos del terrorismo. México, Instituto de Investigaciones Jurídicas, UNAM, 2003.
- Educar para entender (Educating for understanding). Este País, December 2003.
- Orden jurídico y derechos humanos (Legal order and human rights). Este País, November 2004.
- Derechos humanos: México en la perspectiva internacional (Human rights: Mexico from an international perspective. Iurisdictio, bulletin of the High Court of Justice of the State of Querétaro, January 2005.
- Mexico and the settlement of investment disputes: ICSID as the recommended option. The Institute for Transnational Arbitration, Vol. 19, No. 1, winter 2005.
- Una perspectiva mexicana de los asuntos internacionales (A Mexican perspective on international affairs). Este País, May 2005.
- México y el arreglo de controversias en materia de inversión: el CIADI como opción necesaria. In Bernardo Sepúlveda, Juez de la Corte Internacional de Justicia. Gustavo Vega, Coordinador, El Colegio de México, 2007.
- Pinson Claim Arbitration (France v. Mexico), Max Planck Encyclopedia of Public International Law ; www.mpepil.com.
- Contribution of the International Court of Justice to the Development of the Law of the Sea, Aegean Review on the Law of the Sea, Aegean Institute of the Law of the Sea and Maritime Law, Springer, 2009.
- Diálogos sobre la Justicia International. B. Sepúlveda (ed.), Editorial Trillas, Mexico, 2009.
- Las políticas mexicanas en los espacios de la jurisdicción internacional, (Mexican policy and international jurisdiction) en Diálogos sobre la Justicia Internacional. B. Sepúlveda Amor (Coordinador), Editorial Trillas, México, 2009.
- La Corte Internacional de Justicia y la expansión y profundización de un orden jurídico: contribuciones recientes (2006–2009). (The International Court of Justice and the expansion of a legal order.) To be published by the Faculty of Law of the National University of Mexico.
- Las tareas diplomáticas de Alfonso Reyes, Fondo de Cultura Económica, Mexico, 2010.
- “Diplomatic and Consular Protection: the Rights of the State and the Rights of the Individual in the LaGrand and Avena cases”. In From Bilaterism to Community Interest ⎯ Essays in Honour of Bruno Simma, edited by Ulrich Fastenrath, Rudolf Geiger, Daniel-Erasmus Khan, Andreas Paulus, Sabine von Schorlemer and Christoph Vedder, Oxford University Press, 2011.
- “La construcción de un Estado de Derecho”, 203 Foro Internacional, (Enero- Mayo 2011), El Colegio de México, México.